# Alex Glardon
Alex Glardon (* 17. Juli 1972) ist ein Schweizer Politiker (CVP).
Nach dem normalen Schulbesuch absolvierte er von August 1989 bis Juli 1992 bei Nationale Suisse die kaufmännische Lehre. Nach einem einjährigen Sprachaufenthalt in Wimbledon kehrte er zu der gleichen Versicherung zurück und arbeitet seit Mai 1993 bei dieser und ist heute Generalagent.
Seit 2001 ist er im Grossen Rat des Kantons Freiburg. Er hat dort Einsitz in der Finanz- und Geschäftsprüfungskommission und ist ehemaliges Mitglied der Begnadigungskommission. Zudem ist er früherer Präsident der Ortspartei der CVP von Cugy.
Glardon ist verheiratet, hat zwei Kinder, Zoé und Colin, und wohnt in Cugy.